# Omar Ortiz
Omar Ortiz Uribe (Monterrey, 13 marzo 1976) è un ex calciatore messicano, di ruolo portiere.

## Biografia
Nel 2010 arriva la squalifica per doping dopo una sfida di Coppa Libertadores.
Da quel momento comincia la nuova "carriera", quella da malavitoso. Nel 2012, proprio quando sta per scadere la squalifica e conta di riprendere a giocare, la polizia lo arresta con l'accusa di far parte di una banda di rapitori.
Dopo 7 anni di processo viene condannato a 75 anni di reclusione nel carcere di Cereso Cadereyta, nello Stato di Nuevo Leon. Accusato di aver collaborato attivamente con una banda di sequestratori affiliata al cartello del Golfo.
La Giustizia ha provato la diretta partecipazione di Ortiz ad almeno 3 rapimenti, tra cui quello di una ragazza minorenne e di Armando Gomez, marito di una nota cantante messicana.

## Palmarès

### Club

#### Competizioni nazionali
- Campionato messicano: 1

Monterrey: Apertura 2003
- InterLiga: 1

Necaxa: 2007